# The Long Play
The Long Play este albumul de debut al cântăreței germane Sandra, lansat pe 9 decembrie 1985. A fost un succes comercial.

## Lista melodiilor
| # | Melodie                           | Textier(i) - Producător(i)        | Durată |
| - | --------------------------------- | --------------------------------- | ------ |
| 1 | "In the Heat of the Night"        | Cretu/Kemmler/Löhr - Hirschburger | 5:20   |
| 2 | "On the Tray (Seven Years)"       | Kemmler/Cretu - Hirschburger      | 3:46   |
| 3 | "Little Girl"                     | Kemmler/Löhr/Cretu - Hirschburger | 3:13   |
| 4 | "You and I"                       | Cretu - Palmer-James              | 6:00   |
| 5 | "(I'll Never Be) Maria Magdalena" | Kemmler/Löhr/Cretu - Palmer-James | 5:57   |
| 6 | "Heartbeat (That's Emotion)"      | Besser/Cassandra - Chirney        | 4:55   |
| 7 | "Sisters and Brothers"            | Cretu - Palmer-James              | 3:24   |
| 8 | "Change Your Mind"                | Cretu - Palmer-James              | 4:02   |

## Clasamente
| Clasament (1985) | Poziție de vârf |
| ---------------- | --------------- |
| Austria          | 18              |
| Germania         | 12              |
| Olanda           | 43              |
| Norvegia         | 8               |
| Spania           | 25              |
| Suedia           | 2               |
| Elveția          | 4               |